# Joe Engle
Pour les articles homonymes, voir Engle.
Joseph Henry Engle dit Joe Engle, né le 26 août 1932 à Chapman (Kansas) et mort le 10 juillet 2024 à Houston (Texas), est un pilote d'essai et un astronaute américain.

## Biographie
Joe Engle étudie à l'université du Kansas, où il a été intronisé dans la fraternité Theta Tau.

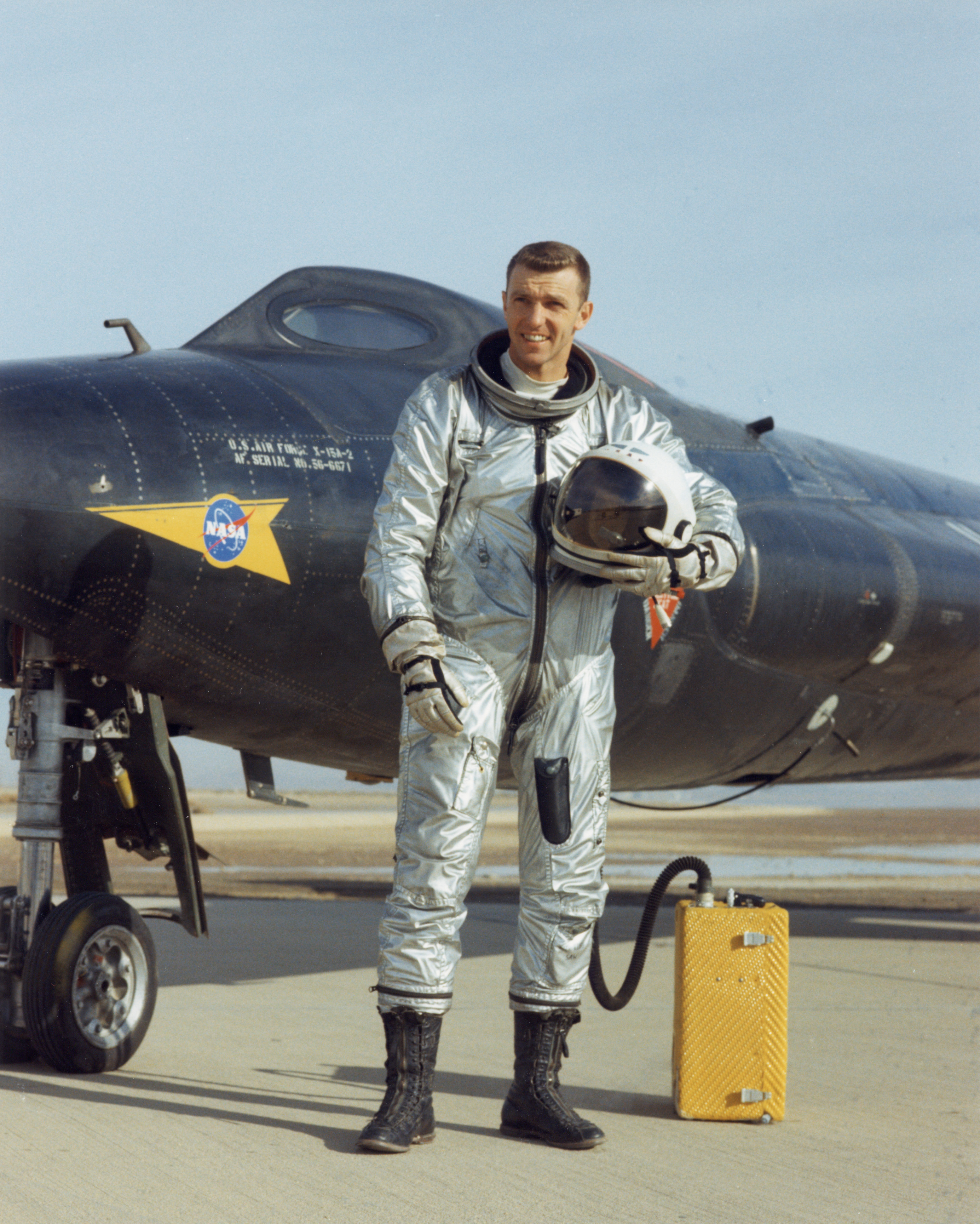
Joe Engle devant le X-15 A-2 en 1965.

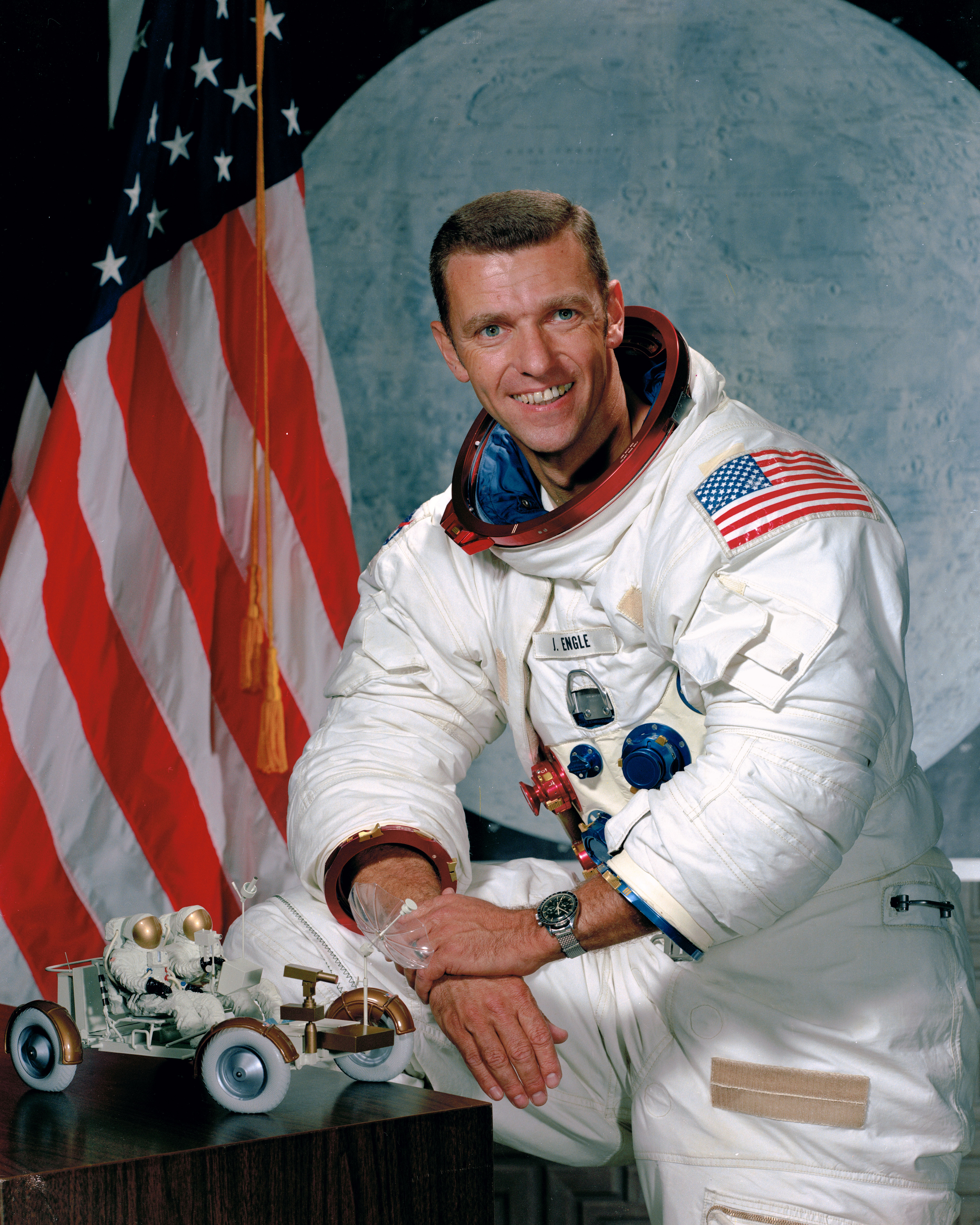
Joe Engle en 1971.

En tant que pilote de l'US Air force, il participe au programme du X-15, et par trois fois (les vols 138 -29 juin 1965-, 145 et 153) il amène l'avion-fusée au-delà de l'altitude de 80 km, qui est la limite de l'espace exosphérique selon l'US Air force. Cette limite étant reconnue internationalement à 100 km, ces vols ne le font pas reconnaître comme un véritable astronaute — à la différence de son homologue Joseph Albert Walker —, mais comme un astronaute ailé (winged astronaut).
En avril 1966, il est l'un des 19 pilotes sélectionnés dans le cinquième groupe d'astronautes de la NASA. En 1969, il figure dans l'équipage de réserve d'Apollo 14 en tant que pilote du module lunaire, aux côtés de Gene Cernan (commandant) et Ron Evans (pilote du module de commande). La logique aurait voulu qu'avec eux, il fasse ensuite partie de l'équipage principal d'Apollo 17 et qu'il ait alors l'occasion de marcher sur la Lune. Toutefois, et à la suite de l'annulation des missions Apollo 18 et Apollo 19, en 1970, pour des raisons budgétaires, la NASA modifie la composition des derniers équipages du programme et affecte à sa place le géologue Harrison Schmitt, qui était doublure sur le vol Apollo 15. Après avoir enduré sa déception, Joe Engle se consacre au programme de la navette spatiale.

## Vols réalisés
Joe Engle effectue tout d'abord en 1977 différents vols d'essai atmosphériques à bord de la navette spatiale Enterprise en compagnie de Richard H. Truly.
Puis, au début des années 1980, il participe à deux vols orbitaux, en tant que commandant de bord :
- 12 novembre 1981 : il commande le deuxième vol de la navette Columbia (Truly étant à nouveau à ses côtés) ;
- 27 août 1985 : il est commandant sur le vol Discovery STS-51-I.